# ال چالتن
ال چالتن (به اسپانیایی: El Chaltén) یک منطقهٔ مسکونی در آرژانتین است که در Lago Argentino Department واقع شده‌است.